# Ben Jonson
Benjamin (Ben) Jonson (Westminster, Londen, ±11 juni 1572 – aldaar, 6 augustus 1637) was een toneelschrijver, dichter en acteur uit de Engelse renaissance. Als tijdgenoot van William Shakespeare is hij vooral bekend om zijn satirische toneelstukken Volpone, The Alchemist, en Bartholomew Fair, die worden beschouwd als zijn beste werken. Daarnaast wordt hij ook geroemd om zijn lyrische poëzie. Jonson had een grote invloed op 17e-eeuwse toneelschrijvers en dichters. Shakespeare speelde in een van Jonsons vroege stukken, Every Man in his Humour (1598).  

## Leven
Jonson werd geboren in Westminster, een maand na het overlijden van zijn vader. Zijn moeder hertrouwde twee jaar later met een metselaar. Jonson ging naar school in St. Martin’s Lane, en later naar de school in Westminster, waar hij onder andere les kreeg van William Camden. Er wordt gezegd dat hij hierna naar het St John's College van de Universiteit van Cambridge ging, alhoewel hij zelf beweert na school gelijk een vak (waarschijnlijk metselen) te hebben beoefend. Hiervan had hij al snel genoeg; hij werd soldaat en werkte een tijdlang in de Lage Landen. 
Ben Jonson trouwde, en uit de gegevens van St. Martin’s Church blijkt dat zijn oudste dochter, Maria, overleed in november 1593, toen ze slechts zes maanden oud was. Zijn oudste zoon Benjamin overleed 10 jaar later aan de pest en zijn tweede zoon, eveneens Benjamin geheten, overleed in 1635. 
In de zomer van 1597 had hij een vast contract in de toneelgroep Lord Admiral’s acting company, die in het theater The Rose optrad onder leiding van Philip Henslowe. Hij was in die tijd ook al bezig zijn eigen stukken te schrijven voor de spelers van Lord Admiral’s en hij wordt genoemd in 1598 door Merès in Palladis Tamia als een van de beste schrijvers van tragedies. In datzelfde jaar zet hij een van de beroemdste Engelse komedies op de planken, Every Man in his Humour. In 1597 werd het stuk The Isle of Dogs, dat hij had geschreven met Thomas Nashe, door het gezelschap Pembroke's Men opgevoerd in Francis Langleys theater The Swan. Het stuk veroorzaakte een schandaal en Jonson werd korte tijd gevangengezet. 
Voor het einde van 1598 kwam hij wederom in de problemen. In een duel op 22 september in Hogsden Fields had hij een acteur van Henslowes groep, Gabriel Spenser, gedood, en hij ging hiervoor naar de gevangenis, met de dreiging van dood door ophanging. Aldaar werd hij bezocht door een katholieke priester, en in de 12 jaar hierna was hij een gelovig man. Hij bekende schuld, en na een korte tijd in de gevangenis werd hij vrijgelaten onder een wet die gold voor geestelijken, en voornamelijk in Engeland, iedereen die kon lezen en schrijven. De wet gaf aan dat iedereen die onder de 'kerk' viel, niet onder seculiere wetten kon worden berecht. Jonson gaf zijn bezittingen weg en kreeg een brandmerk op zijn linkerduim. Binnen een paar maanden werkte hij weer voor Henslowe, en in 1601 werd hij door deze gevraagd om Thomas Kyds The Spanish Tragedy te bewerken voor toneel.
Aan het begin van de regeringsperiode van Jacobus I paste Jonson zich snel aan aan de specifieke vraag die verrees vanuit het hof. Naar aanleiding van het succes van zijn toneelstukken en maskerades (zoals The Satyr (1603) en Masque of Blackness (1605)) werd hem af en toe gevraagd voor het hof te werken. Vanaf 1606 was hij samen met Inigo Jones verantwoordelijk voor het "schilderen en timmeren" voor toneelstukken, en liet al snel zien dat hij een meester was in het schrijven van drama waardoor hij, meer dan enig andere dichter voor John Milton, een plaats verwierf in de geschiedenis van de Engelse poëzie en literatuur.
Zijn kunde als een toneelschrijver was op het hoogtepunt tijdens de eerste helft van de regeerperiode van Jacobus I, en tegen 1616 had hij vrijwel al zijn meesterwerken uitgebracht. Hieronder vallen de tragedie Catiline (1611), welke maar een matig succes genoot, de komedies Volpone (gespeeld in 1605, uitgebracht in schrift in 1607), Epicoene, or the Silent Woman (1609), The Alchemist (1610), Bartholomew Fair (1614)  en The Devil is an Ass (1616). In dezelfde periode produceerde hij ook verschillende maskerades, meestal in samenwerking met Inigo Jones. 
In 1616 werd hem een pensioen van 100 mark per jaar toegekend. Hij werd hiermee de eerste Poet Laureate, een levenslange eretitel, waarschijnlijk de aanleiding een verzameling van zijn werk uit te brengen (1616). 
In 1618 ging hij naar het land van zijn voorouders, Schotland, en verbleef daar een jaar. De Schotse dichter William Drummond verleende hem onderdak, en schreef een boek over zijn gesprekken met Jonson, Conversations. In een nawoord dat is toegevoegd door Drummond wordt Jonson beschreven als a great lover and praiser of himself, a contemner and scorner of others. (Iemand die veel van zichzelf houdt en graag anderen beschimpt).
Tegen het einde van de regeerperiode van Jacobus I was Jonson niet zo welvarend. Hij was zwak geworden door ziekte, en de brand die zijn bibliotheek vernielde was een zware slag. Hij beschrijft zijn verlies in Exercration upon Vulcan. Hij was echter een veelzijdig man, en raakte pas uit de gratie toen koning Karel I van Engeland de troon besteeg in 1625. Hij hield zich na The Sad Shepherd uit de dertiger jaren eigenlijk niet meer bezig met toneel.
Jonson is begraven in de Westminster Abbey, met op zijn graf de inscriptie "O Rare Ben Jonson".

## Jonson en Shakespeare
In vergelijking met Shakespeare was Jonson veel meer een publieke figuur, die graag commentaar gaf op zijn tijdgenoten uit literaire en filosofische kringen. Hij was een heel belezen man en had een hogere opleiding genoten dan Shakespeare. Jonson schreef zeer persoonlijke gedichten (in tegenstelling tot de mysterieuze sonnettencyclus van Shakespeare). Tijdens het bewind van Jacobus I van Engeland schreef Ben Jonson vele "masques", grootse spektakels aan het hof met dans, muziek en toneel. In zijn tijd werd hij nog meer geëerd dan Shakespeare.

## Werken
- Every Man in his Humour (1598)
- Every Man out of his Humour (1599)
- Cynthia's Revels (1600)
- The Poetaster (1601)
- Sejanus (1603)
- Volpone (1606?)
- Epicoene or The Silent Woman (1609)
- The Alchemist (1610)
- Catiline (1611)
- Bartholomew Fair (1614)
- The Devil is an Ass (1616)
- The Staple of News (1625)
- The New Inn (1629)
- The Magnetic Lady (1632)
- The Tale of a Tub (1633)
- The Sad Shepherd (onvoltooid)
- Timber: or Discoveries made upon Men and Matter (1640)